# 파일히포
파일히포(FileHippo)는 마이크로소프트 윈도우용 컴퓨터 소프트웨어를 제공하는 소프트웨어 다운로드 웹사이트이다. 이 웹사이트에는 가장 최근에 업데이트된 프로그램과 가장 인기 있는 다운로드 목록이 카테고리별로 정리되어 있으며, 프로그램 정보와 링크가 제공된다. 이 웹사이트에서는 회원 가입이 필요하지 않으며, 파일히포는 게시자의 소프트웨어 제출을 받지 않는다.

## 역사
파일히포는 2004년 맨섬 램지의 기술 회사인 웰 노운 미디어(Well Known Media)에 의해 설립되었다. 이 사이트는 2014년에 뉴스 섹션을 추가했다. 파일히포는 2015년 11월에 1,300만 달러 이상의 가치를 가진 것으로 추정되었다.
소프트오닉이 FileHippo.com 웹사이트를 인수하기 전에는 사용자 기부와 제3자 광고로 자금을 조달했으며, 업데이트 검사기( 이후 앱 관리자로 이름 변경됨)를 보유했는데, 이 무료 프로그램은 컴퓨터에서 오래된 소프트웨어를 검색하고 최신 버전으로 연결되는 링크를 제공했으며, 나중에는 IObit 소프트웨어 업데이터로 리디렉션되었다.
소프트오닉이 파일히포를 인수했다. 2020년 6월 17일 이후 파일히포 홈페이지는 이전에 "© FileHippo s.r.o."라고 명시되어 있었으나, 2020년 7월 3일부터는 "Softonic International, S.A.는 파일히포의 이름과 로고를 사용할 수 있는 라이선스를 보유합니다."라고 명시되어 있다.